# Isca Yacu
Isca Yacu es una localidad argentina ubicada en el departamento Jiménez de la provincia de Santiago del Estero. Se encuentra en el cruce de las rutas provinciales 130 y 3; Isca Yacu Semaul es un barrio de esta localidad ubicado 2 km al sur de la villa.
El nombre significa piedra con agua en quichua. En la zona llueven en promedio 750 mm anuales, con alta concentración en verano; entre los cultivos de la zona se destacan las gramíneas y oleagionsas. El clima es cálido moderado excepto a fines del otoño y en invierno donde se presenta fresco, con una media anual de 20 °C. Las aguas subterráneas son de excepcional potabilidad para la región.

## Población
Cuenta con 87 habitantes (Indec, 2010), lo que representa un descenso del 31,5% frente a los 127 habitantes (Indec, 2001) del censo anterior.
| Gráfica de evolución demográfica de Isca Yacu entre 1991 y 2010 |
|                                                                 |
| Fuente: Censos nacionales del INDEC                             |